# Alexander Engelhardt (Handballspieler)
Alexander Engelhardt (* 1. März 1996 in Lemgo) ist ein deutscher Handballspieler.
Er spielte ab dem 8. Februar 2018 bei dem Handballbundesligisten TBV Lemgo Lippe. Außerdem spielte Engelhardt beim Team HandbALL Augustdorf-Lemgo-Lippe. Er spielt auf der Position des Kreisläufers. Vor dem Einstieg in die 1. Profimannschaft spielte er in der vereinseigenen Nachwuchsmannschaft. Im Januar 2020 wurde bekannt, dass Engelhardt mit sofortiger Wirkung zum österreichischen Erstligisten Bregenz Handball wechselt. In der Saison 2021/22 spielte er beim deutschen Zweitligisten ASV Hamm-Westfalen, mit dem ihm der Aufstieg in die Bundesliga gelang. Anschließend wechselte er zur TSG Altenhagen-Heepen. Zur Saison 2025/2026 wechselte Engelhardt zur TSG Harsewinkel.

## Privatleben
Nach seinem Abitur am Marianne-Weber-Gymnasium in Lemgo im Jahr 2014 absolvierte Engelhardt eine Ausbildung zum Bankkaufmann bei der Sparkasse Lemgo. Er studierte Betriebswirtschaftslehre an der TH OWL. Stand Juni 2025 war er bei einer Steuerkanzlei beschäftigt.